# Carl Henry Alström
Carl-Henry Alström (ur. 3 maja 1907 w Västerås, zm. 1993) – szwedzki lekarz psychiatra. Jako pierwszy opisał zespół znany obecnie jako zespół Alströma. 
Carl-Henry Alström studiował medycynę w Sztokholmie. W 1942 roku obronił doktorat, który dotyczył związków między gruźlicą a schizofrenią. W latach 1940–1942 był zastępcą dyrektora Instytutu Ludzkiej Genetyki w Uppsali i zajmował się pracą naukową. W 1945 rozpoczął pracę w szpitalu Serafimerlasarettet. W 1948 został profesorem nadzwyczajnym psychiatrii doświadczalnej i dyrektorem Laboratorium Klinicznego Psychiatrii Doświadczalnej Instytutu Karolinska. Zajmował się takimi zagadnieniami, jak psychologiczne aspekty zgwałcenia, kazirodztwa i alkoholizmu, a także klinicznymi, społecznymi i genetycznymi aspektami padaczki. W 1959 roku przedstawił na łamach „Acta Psychiatrica et Neurologica Scandinavica” pracę, w której razem ze współpracownikami opisał trzy przypadki zespołu, obecnie znanego jako zespół Alströma albo zespół Hallgrena-Alströma. W 1961 roku został dyrektorem Wydziału Psychiatrii Szpitalu św. Jerzego przy Instytucie Karolinska i piastował tę funkcję do 1973 roku.